# Midnight (chanson)
 (mars 2014).
Si vous disposez d'ouvrages ou d'articles de référence ou si vous connaissez des sites web de qualité traitant du thème abordé ici, merci de compléter l'article en donnant les références utiles à sa vérifiabilité et en les liant à la section « Notes et références ».
Pour les articles homonymes, voir Midnight (homonymie).
Singles de Coldplay
Magic
(2014) A Sky Full Of Stars
(2014)
Pistes de Ghost Stories
True Love Another's Arms
Midnight est le premier extrait de Ghost Stories, sixième album studio du groupe britannique Coldplay, à paraître en mai 2014. C'est le second single issu de l'album, après Magic sorti le 2 mars 2014.

## La chanson

### L'histoire et enregistrement
Le morceau serait issu d'une composition du groupe datant de 2003, d'où des sonorités à la fois novatrices et anciennes du groupe.
Il est enregistré par le groupe et produit par le musicien Jon Hopkins en 2013, dans leurs studios d'enregistrement "The Bakery" et "The Beehive", dans le nord de Londres,  construits exprès pour leurs deux précédents albums. Il figure sur leur sixième album, Ghost Stories, à paraître le 19 mai 2014.

### Le style
Le style musical de Midnight tranche réellement avec les chansons que proposait Coldplay depuis deux albums. Il s'agit en effet d'un morceau aux airs de musiques électroniques et une voix aérienne de Chris Martin, enregistrée à l'aide d'un vocodeur.

### La vidéo
Une vidéo accompagne la sortie de la chanson et met en scène le groupe dans un bois. La vidéo est tournée en noir et blanc, et avec une caméra thermique. Elle est dirigée par Mary Wigmore. Elle est publiée le 25 février 2014 à 6 heures, heure britannique. Elle est visionnée plus d'un million de fois en 24 heures dès la publication de la vidéo par le groupe sur la page Facebook officielle du groupe. Elle atteint 8 millions en une semaine.